# Bradenton Beach
Bradenton Beach es una ciudad ubicada en el condado de Manatee en el estado estadounidense de Florida. En el Censo de 2010 tenía una población de 1.171 habitantes y una densidad poblacional de 380,26 personas por km².

## Geografía
Bradenton Beach se encuentra ubicada en las coordenadas 27°27′33″N 82°41′45″O / 27.45917, -82.69583. Según la Oficina del Censo de los Estados Unidos, Bradenton Beach tiene una superficie total de 3.08 km², de la cual 1.34 km² corresponden a tierra firme y (56.43%) 1.74 km² es agua.

## Demografía
Según el censo de 2010, había 1.171 personas residiendo en Bradenton Beach. La densidad de población era de 380,26 hab./km². De los 1.171 habitantes, Bradenton Beach estaba compuesto por el 95.82% blancos, el 1.45% eran afroamericanos, el 0.51% eran amerindios, el 0.85% eran asiáticos, el 0% eran isleños del Pacífico, el 0% eran de otras razas y el 1.37% pertenecían a dos o más razas. Del total de la población el 2.73% eran hispanos o latinos de cualquier raza.